# 迈恩达尔吉
迈恩达尔吉（Maindargi），是印度马哈拉施特拉邦Solapur县的一个城镇。总人口11754（2001年）。

## 人口
该地2001年总人口11754人，其中男性6015人，女性5739人；0—6岁人口1743人，其中男914人，女829人；识字率58.12%，其中男性为69.66%，女性为46.02%。